# La Merveille
La Merveille est une pièce de théâtre anonyme publiée en 1612 à Rouen, chez Abraham Cousturier.
Le titre complet en donne le sujet : Comedie admirable intitulée la Merveille. Où l’on voit comme un Capitaine François, esclave du Soldam d’Égypte, transporté de son bon sens, se donne au Diable pour s’affranchir de servitude, lequel il trompe mesme subtillement tant il fut contrainct luy rendre son obligation.
Elle reprend les nombreuses histoires de pacte avec le Diable.